# Ометинці
Оме́тинці — село в Україні, у Гайсинському районі Вінницької області. Населення становить 797 осіб.

## Географія
Селом протікає річка Кравчик, ліва притока Південного Бугу.

## Відомі люди

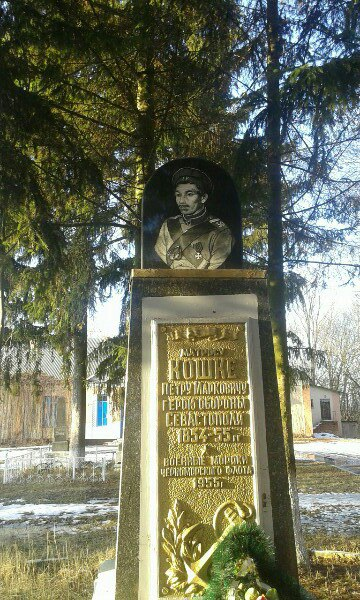
Матрос Петро Кішка

- Волошенюк Іван Степанович — письменник, заслужений журналіст України.
- Кішка Петро Маркович — матрос, герой Кримської війни. У рідному селі героя установлений йому пам'ятник.
- Друкований Михайло Федорович — український науковець.
- Пальченко Євген Михайлович (* 1999) — військовик, учасник російсько-української війни. Герой України.

## Спорт
У 2013 році створено футбольну команду ФК «Ометинці», у 2015 перейменовано на ФК «Роксана». Виступає у чемпіонаті Немирівського району. У 2016 році команда зайняла 3-тє місце в чемпіонаті, а також дійшла до фіналу кубку району і лише там поступилася з рахунком 4:2 команді «Колосок»